# عمارت اعلم‌السلطنه
عمارت اعلم السلطنه مربوط به دوره قاجار است و در تهران، خیابان حافظ، چهارراه عزیزخان، کنار بورس واقع شده و این اثر در تاریخ ۲۶ آبان ۱۳۷۸ با شمارهٔ ثبت ۲۴۹۰ به‌عنوان یکی از آثار ملی ایران به ثبت رسیده است.